# Bridgetown-Greenbushes Shire
Koordinaten: 33° 57′ S, 116° 8′ O

Das Shire of Bridgetown-Greenbushes ist ein lokales Verwaltungsgebiet (LGA) im australischen Bundesstaat Western Australia. Das Gebiet ist 1340 km² groß und hat etwa 4650 Einwohner (2016).
Bridgetown-Greenbushes liegt im Südwesten des Staates etwa 230 km südlich der Hauptstadt Perth. Der Sitz des Shire Councils befindet sich in Bridgetown, wo etwa 2800 Einwohner leben (2016). Wirtschaftlich bedeutsam ist der Bergbau (Tantal und Lithium) in Greenbushes.

## Verwaltung
Der Bridgetown-Greenbushes Council hat elf Mitglieder, die von den Bewohnern der vier Wards (vier aus dem Central, drei aus dem East und je zwei aus dem North und West Ward) gewählt. Aus dem Kreis der Councillor rekrutiert sich auch der Ratsvorsitzende und President des Shires.